# 44110 Cassegrain
44110 Cassegrain este o planetă minoră (asteroid), cu un diametru de 1,931 km, din centura de asteroizi. A fost descoperită pe 21 aprilie 1998 la Caussols de OCA-DLR Asteroid Survey⁠(d). 
Obiectul prezintă o orbită caracterizată de o semiaxă mare de 2,408323659837 UAi, o excentricitate de 0,20992661064013, o înclinație de 2,8567401759829 ° în raport cu ecliptica.